# NǽnøĉÿbbŒrğ VbëřřĦōlökäävsŦ
NǽnøĉÿbbŒrğ VbëřřĦōlökäävsŦ (Nanocyborg Uberholocaust) – brytyjsko-kanadyjski duet dark ambientowy powstały w 2006 roku. Jest to jedyny znany zespół muzyczny z Antarktydy, nagrywający na Biegunie Południowym.

## Historia zespołu
Pomysł założenia zespołu pojawił się w 2006 roku podczas spotkania dwóch naukowców, badających zwyczaje antarktycznych drapieżników, a pracujących na co dzień w Antarktycznej Stacji Polarnej McMurdo na Wyspie Rossa. Mając podobne gusta muzyczne, obaj byli zamiłowanymi wielbicielami ekstremalnego metalu, a jednocześnie doświadczonymi basistami. Po pewnym czasie zaprzyjaźnili się i, wykorzystując fakt, że mieli na miejscu gitary basowe, wzmacniacz gitarowy, a także specyficzne otoczenie przyrody, postanowili nagrać kilka utworów. Jako że ich pasje obejmowały także przestrzeń kosmiczną, problemy ciemnej materii czy teorię śmierci cieplnej wszechświata, nagrania zaplanowali w klimatach drone, ambient i muzyki eksperymentalnej.
Plan nagrania płyty obejmował pożyczenie jednego z pozostających na wyposażeniu stacji przenośnych generatorów elektrycznych, zaopatrzeniu go w paliwo, ich samych w wyżywienie oraz dotarcie z całym tym sprzętem za pomocą psiego zaprzęgu do Bieguna Południowego do samego centrum Antarktydy. W tym właśnie precyzyjnie ustalonym miejscu powstały nagrania na pierwszą płytę zespołu zatytułowaną The Ultimate Fate Of The Universe. Płyta ostatecznie zawiera 22 godziny muzyki.
W nagraniach, prócz gitar i wzmacniaczy muzycy użyli również laptopa. „Nie widziałem możliwości wyboru jakiegokolwiek innego miejsca, aby nagrać Ultimate Fate, niż biegun” wspominał później Wavanova podczas wywiadu, „na grę gitar basowych miały bardzo duży wpływ ekstremalnie niskie temperatury, czyniło to dźwięk dużo niższym i mocniejszym”. Z kolei Dark Dude komentował „również wiatr, wiatr miał ogromny wpływ na nagrania, przejmujące wycie wiatru wiejącego z prędkością 50 km/h w temperaturze -40 °C”. W istocie, wszystkie nagrania z tej płyty mają w tle statyczny dźwięk wycia wiatru. „To nie jest kwestia złej jakości nagrań z naszej strony, ale raczej odgłosy ponurego i lodowatego wiatru, który płuca Antarktyki ponuro wdychały do naszego mikrofonu. Wiatr perfekcyjnie zmieszany z mrozem i krystalicznym dźwiękiem basów stworzył to co chcieliśmy osiągnąć, najbardziej ponure tony, jakie kiedykolwiek zostały wyprodukowane przez zespół”.

## Styl muzyczny
Jak określają go sami muzycy, styl zespołu to ambient cosmic extreme funeral drone doom metal. Utwory bywają ekstremalnie długie (nawet powyżej sześciu godzin) lub bardzo krótkie (utwór Planck Epoch liczy jedną sekundę) a przede wszystkim mroczne, przesiąknięte dźwiękami z horrorów. W nagraniach duży udział mają dźwięki natury, w szczególności wycie i zawodzenia wiatru na co oczywisty wpływ miały warunki w jakich powstawała część utworów. Sami artyści inspirację czerpią z dźwięków otaczających ich w tak ekstremalnym otoczeniu starając się osiągnąć maksymalnie ponury wydźwięk swoich utworów. Pojawiają się też głosy zaliczające muzyków do pionierów vaporwave.

## Inne
Zespół NǽnøĉÿbbŒrğ VbëřřĦōlökäävsŦ nie jest jedynym koncertującym w Antarktyce zespołem, w tej ekstremalnej scenerii nagrywał też w roku 2007, również składający się z naukowców polarnych zespół Nunatak, 8 grudnia 2013 roku koncert dała też na Antarktydzie Metallica, jednak jest jak dotąd jedynym zespołem nagrywającym na Biegunie Południowym. W tego typu nagraniach występuje też polski akcent – Adam Nowak, lider zespołu Raz, Dwa, Trzy w marcu 2017 roku wystąpił z koncertem w Polskiej Stacji Antarktycznej im. Henryka Arctowskiego.

## Dyskografia[15]
- 2007 – The Ultimate Fate Of The Universe (10xFile, MP3, EP, 128)
- 2007 – Stars: A Comparative Study Of Astroillumination And Four Dimensional Spacetime (8xFile, MP3, EP, 128)
- 2008 – Lunar (9xFile, MP3, 128)
- 2008 – Solar (4xFile, MP3, 128)
- 2009 – Eternal Darkness Vortex (7xFile, MP3, 128)
- 2009 – (Supervoids) (6xFile, MP3, EP, 128)
- 2014 – Goodbye, Sol: A Voyage To The End Of Spacetime And Back (33xFile, MP3, Album, 128)
- 2016 – Solar 2 (4xFile, MP3, Album, 320)
- 2016 – Lunar 2 (6xFile, MP3, Album, 320)
- 2017 – Parallel Dimensions (10xFile) remastered[16]
- 2018 – ἐπιστήμη & τέχνη, Marching Hand in Hand to Ω•[17]
- 2018 – 10^100 Gs of Artificial Gravity[17]
- 2018 – The All[17]
- 2022 – NǽnøĉÿbbŒrğ VbëřřĦōlökäävsŦ[17]
- 2022 – II[17]